# Baptism: A Journey Through Our Time
Baptism: A Journey Through Our Time è un album di Joan Baez, pubblicato dalla Vanguard Records nel giugno del 1968. 

## Tracce
Lato A
Part One
1. Old Welsh Song – 1:15 (Henry Treece)
2. I Saw the Vision of Armies – 1:17 (Walt Whitman)
3. Minister of War – 1:10 (Testo tradotto dal cinese da Arthur Waley)
4. Song in the Blood – 4:25 (Jacques Prévert, tradotto da Lawrence Ferlinghetti)
5. Casida of the Lament – 1:02 (Federico García Lorca, tradotto da Stephen Spender e J.L. Gili)
6. Of the Dark Past (Ecce Puer) – 1:59 (James Joyce)
7. London – 1:17 (William Blake)
8. In Guernica – 1:00 (Norman Rosten)
9. Who Murdered the Minutes – 3:20 (Henry Treece)
10. Oh, Little Child – 1:25 (Henry Treece)
11. No Man Is an Island – 0:55 (John Donne)

Lato B
Part Two
1. From Portrait of the Artist as a Young Man – 2:12 (James Joyce)
2. All the Pretty Little Horses – 1:13 (Negro Lullaby)
3. Childhood III – 1:08 (Arthur Rimbaud, tradotto da Louise Varese)
4. The Magic Wood – 2:24 (Henry Treece)
5. Poems from the Japanese – 2:18 (Tradotto da Kenneth Rexroth)
6. Colours – 1:12 (Yevgeny Yevtushenko, tradotto da Robin Milner-Gulland e Peter Levi)
7. All in Green Went My Love Riding – 3:21 (E.E. Cummings)
8. Gacela of the Dark Death – 2:04 (Federico García Lorca, tradotto da Stephen Spender e J.L. Gili)
9. The Parable of the Old Man and the Young – 0:50 (Wilfred Owen)
10. Evil – 1:31 (Arthur Rimbaud, tradotto da Norman Cameron)
11. Epitaph for a Poet – 1:12 (Countee Cullen)
12. Old Welsh Song – 1:16 (Henry Treece)

- Il brano A11 nell'edizione LP è indicato come No Man Is an Iland, mentre in edizione su CD è stato corretto in No Man Is an Island

Edizione CD del 2003, pubblicato dalla Vanguard Records (79721)
1. Old Welsh Song – 1:16 (Henry Treece)
2. I Saw the Vision of Armies – 1:16 (Walt Whitman)
3. Minister of War – 1:10 (Arthur Waley, Peter Schickele)
4. Song in the Blood – 4:28 (Jacques Prévert)
5. Casida of the Lament – 1:01 (Federico García Lorca)
6. Of the Dark Past (Ecce Puer) – 1:59 (James Joyce)
7. London – 1:19 (William Blake)
8. In Guernica – 1:00 (Norman Rosten)
9. Who Murdered the Minutes – 3:21 (Henry Treece)
10. Oh, Little Child – 1:25 (Henry Treece)
11. No Man Is an Island – 0:56 (John Donne)
12. From Portrait of the Artist as a Young Man – 2:14 (James Joyce)
13. All the Pretty Little Horses – 1:14 (Brano tradizionale)
14. Childhood III – 1:08 (Arthur Rimbaud)
15. The Magic Wood – 2:27 (Henry Treece)
16. Poems from the Japanese – 2:21 (Kenneth Rexroth, Peter Schickele)
17. Colours – 1:13 (Yevgeny Yevtushenko)
18. All in Green Went My Love Riding – 3:24 (E.E. Cummings)
19. Gacela of the Dark Death – 2:09 (Federico García Lorca)
20. The Parable of the Old Man and the Young – 0:51 (Wilfred Owen)
21. Evil – 1:30 (Arthur Rimbaud)
22. Epitaph for a Poet – 1:15 (Countee Cullen)
23. Old Welsh Song – 1:20 (Henry Treece)
24. Mystic Nimbers: 36, Wedding Song – 1:06 (Henry Treece) – Bonus Track
25. When the Shy Star Goes Forth in Heaven – 1:24 (James Joyce) – Bonus Track
26. The Angel – 1:31 (William Blake) – Bonus Track

## Musicisti
- Joan Baez - voce, chitarra
- Peter Schickele - compositore musiche, conduttore orchestra musicale